# APK Karmiotissa
APK Karmiotissa (řecky Αθλητικό Πολιτιστικό Κέντρο Καρμιώτισσα Πάνω Πολεμιδιών; Athlitiko Politistiko Kentro Karmiotissa Pano Polemidion) je kyperský fotbalový klub z Pano Polemidie, který byl založen v roce 1979. Letopočet založení je i v klubovém emblému. Domácí zápasy hraje na stadionu GSZ v Larnace s kapacitou cca 13 000 míst.
Klubové barvy jsou červená a bílá.
Klub se v sezóně 2015/16 probojoval poprvé v historii do nejvyšší kyperské ligy A' katigoría.